# Agent econòmic
Un agent econòmic és tota persona natural o jurídica que participa en l'economia exercint qualsevol classe d'activitat econòmica. Els agents econòmics poden ser entesos com els ens que actuen i prenen decisions dins d'un mercat.

## Classes d'agents econòmics
Els agents econòmics són comunament classificats en: famílies, empreses i estat.

### Les famílies
Són les principals unitats consumidores, ja que demanden béns i serveis per satisfer les seves necessitats, i d'altra banda ofereixen els seus recursos, fonamentalment capital humà, a les empreses. Un comportament similar a les famílies el duen a terme els individus i diferents agrupacions d'individus. Per tant, els agents econòmics són els actors, que prenen les decisions en un mercat, les quals, generaran diverses conseqüències que afecten al sistema econòmic general, o d'una altra manera, també podem definir-los com els intervinents en l'Economia, sota un determinat sistema econòmic

### Les empreses
Són els qui prenen decisions sobre la producció i la distribució. La funció bàsica de l'empresa com a agent econòmic és la de produir els béns i serveis que seran demandats per les economies domèstiques o familiars. Al costat d'això, una empresa ha de buscar treure el major benefici utilitzant eficientment els recursos dels quals disposen per produir els béns i serveis de la forma més rendible.

### L'estat
És l'agent econòmic la intervenció del qual en l'activitat econòmica és més complexa. D'una banda, l'estat acudeix als mercats, com a oferent i com a demandant. Igual que les famílies, és propietari de factors productius que ofereix a les empreses de les quals també demanda gran quantitat de béns i serveis. D'altra banda, a diferència dels altres agents econòmics, té capacitat coactiva per recaptar impostos, tant de les empreses com de les famílies. Així mateix pot destinar part dels seus ingressos a realitzar transferències de distribució de renda a certes empreses que consideri d'interès social o a algunes famílies mitjançant subsidis de desocupació, pensions de jubilació, etc.